# 無力の王
『無力の王』（むりょくのおう）は、1981年に公開された日本の青春映画。高樹澪主演、石黒健治監督。ニッポン放送・東映セントラルフィルム製作、東映セントラルフィルム配給。
1980年に設けられた「ニッポン放送青春文芸賞」の第一回受賞作、粕谷日出美の『無力の王』に、同じく第1回の佳作入選作・東像雅紀の『八月は夏の終わり』を加えて渡辺千明がシナリオ化。ストーリー性を排した映像感覚の妙をオーディションから選ばれた13人の新人と根津甚八が表現した。
偶然に知り合った若い男女の夜遊びから朝までの触れ合いを描く。

## キャスト
- 蓮見榛子 - 高樹澪
- 原田周 - 柄沢次郎
- キーボー - 倉淵雅也
- キタ - 西沢守
- カン - 池田善彦
- アロハのマスター - 大村波彦
- マージ - 吉田淳
- ナルシイ - 有近真澄
- ムクミ - 景山真澄
- オカル - 円浄順子
- チーロ - 稲田ゆみ子
- チビ - 吉野みどり
- アッコ - 沢田和美
- 元帥 - 根津甚八

## スタッフ
- 監督 - 石黒健治
- 脚本 - 渡辺千明
- 原作 - 粕谷日出美・東條雅紀
- 企画 - 吉田達・高畠久
- 撮影 - 長谷川元吉
- 音楽 - 永井龍雲
- 主題歌 - 永井龍雲「カリフォルニア伝言」
- 録音 - 岩田広一
- 照明 - 佐藤勝彦
- 編集 - 中静達治
- 助監督 - 吉富友也
- 製作協力 - イドールプロダクション

## 製作
監督の石黒健治の本業は写真家で、今村昌平監督のドキュメンタリー映画『人間蒸発』の撮影を担当し、『復讐するは我にあり』『楢山節考』のスチルカメラを務めた人で、本作で監督デビューした。本作では95分を120～130カットの長回しで構成している。
原作者の一人である粕谷日出美は「ニッポン放送青春文芸賞」の審査員だった東陽一監督と五木寛之に才能を評価され、本作公開より先に1980年の『四季・奈津子』に、台詞（ダイアローグ・ライター）クレジットで参加した。
岡田茂東映社長は、1980年に東映セントラルフィルム（以下、東映セントラル）で安く買い上げた『狂い咲きサンダーロード』や『純』をTCCチェーンで掛け、興行も成功したことで、アマチュアが活躍できる時代、アマチュア企画を集める必要があると指示した。『純』は8000万円で買い上げ、4億円の配収を上げ、笑いが止まらなかった。東映セントラルは、新しい実験映画の門戸開放のような形で、色々な映画が集まり、それを東映本社の本系統で取り上げて配給した。東映セントラルに持ち込まれる作品は、東宝と違い非常に小粒な映画が多く、邦画系統で流すか、洋画系統で流すかは東映本社で判断した。東映セントラルは設立当初は社員1人の計4人＋黒澤満（東映芸能ビデオ）という人員だったが、持ち込まれる映画が増えたため、1981年に8人に増員された。東宝ははっきり外部作品を中心にした年間のプログラムを組み、東映は自社製作を残しつつ、外部作品を増やしていった。自社製作作品が減少し、他企業とのタイアップや、外部プロダクション作品起用の増加は、1981年の日本映画を取り巻く状況で、逃げ腰の姿勢とも揶揄された。
この年の東映は前年1980年夏の『二百三高地』に続いて、秋に『大日本帝国』を上映する予定だったが、東宝が『連合艦隊』を夏に公開したため、競合を避けて1982年公開にずらした。このため少し玉（作品）不足という事情があったものと見られ、本作の公開が告知がされたのは1981年夏に入ってからだった。

## 興行
東映本番線は1981年8月8日より『野菊の墓』『吼えろ鉄拳』の二本立てで、洋画系は1981年8月1日より『さよなら銀河鉄道999 アンドロメダ終着駅』が全国104都市での拡大公開となったため、東映シネマサーキット（TCC）で上映されたか、『映画年鑑 1993年版』の「下番線の補強として『女医の告白・異常変態病棟』（獅子プロ）などポルノ12本と、『無力の王』など4本を別枠で配給した」という記述が見られるため、特に地方館で前記のどちらか興行の後半に加えられたのかもしれない。

## 作品の評価
寺脇研は1981年の日本映画の特色の一つとして、若手作家の台頭を挙げ、小栗康平監督の『泥の河』、井筒和幸監督『ガキ帝国』、森田芳光監督『の・ようなもの』、根岸吉太郎監督『女教師 汚れた放課後』『狂った果実』、『遠雷』、浅尾政行監督『とりたての輝き』を高評価した。反対に本作『無力の王』を、大森一樹監督『風の歌を聴け』、渡辺正憲監督『モーニング・ムーンは粗雑に』、井上真介監督『夏の別れ』とまとめて、「年少、あるいは初心の監督の手になるものが、それゆえに全てに清新な佳作になり得る、というわけではない。ひとりよがりの思い入れに終始してしまい、客観する視点が欠如している。だから、示される若者たちの姿は普遍性を有さず、単なる風俗の羅列に終わっている」などと酷評している。